# Aleksander Gleichgewicht
Aleksander Gleichgewicht (ur. 2 sierpnia 1953 w Pierwomajsku) – polski opozycjonista, działacz Studenckiego Komitetu Solidarności we Wrocławiu, współpracownik KSS „KOR”, działacz NSZZ „Solidarność”.

## Życiorys
Jest synem Bolesława Gleichgewichta i Ewdokii z domu Odrzyńskiej.
Ukończył fizykę na Uniwersytecie Wrocławskim w roku 1977, następnie pracował w Instytucie Niskich Temperatur i Badań Strukturalnych PAN we Wrocławiu. Był współpracownikiem Komitetu Obrony Robotników i KSS „KOR”, działaczem SKS we Wrocławiu. W lipcu 1978 został z przyczyn politycznych powołany do zasadniczej służby wojskowej; odbywał ją do lipca 1979. 28 sierpnia 1980 został aresztowany w grupie członków i współpracowników KSS „KOR”, pod zarzutem przynależności do związku mającego na celu przestępstwo, ale 1 września 1980 został zwolniony na mocy tzw. porozumień sierpniowych w Gdańsku.
Od września 1980 – członek NSZZ „Solidarność”, od stycznia 1981 – etatowy pracownik Międzyzakładowego Komitetu Założycielskiego „S” we Wrocławiu, a następnie Zarządu Regionu Dolny Śląsk. Był członkiem redakcji tygodnika „Solidarność Dolnośląska” (organu MKZ), a także odpowiedzialnym z ramienia MKZ za stworzenie Radia „Solidarność” we Wrocławiu, gdzie następnie był redaktorem naczelnym.
Internowany w stanie wojennym od 16 grudnia 1981 do 4 grudnia 1982. Następnie pozostawał bez pracy, angażował się w działalność podziemnych struktur „Solidarności”, należał do Solidarności Polsko-Czechosłowackiej. W czerwcu 1984 wyemigrował do Norwegii, wspierał tam polską opozycję w organizacji „Solidaritet Norge-Polen”, gdzie był wiceprzewodniczącym. Do Polski powrócił w 1991, pracował w Ministerstwie Spraw Zagranicznych, następnie w Fundacji Batorego. Od początku 1993 ponownie mieszkał w Norwegii, gdzie w latach 1996–2000 był zatrudniony w „Orkla-Media” AS w Oslo. W 2001 kolejny raz powrócił do Polski. Podjął pracę w zależnym od „Orkli” Dolnośląskim Wydawnictwie Prasowym we Wrocławiu (2001–2003), następnie był m.in. pracownikiem Urzędu Miejskiego Wrocławia (2004–2005 i od 2009), doradcą wojewody dolnośląskiego (2007–2008). W 2006 startował bez sukcesu w wyborach samorządowych do Rady Miasta Wrocławia. W latach 2012–2018 był przewodniczącym Gminy Wyznaniowej Żydowskiej we Wrocławiu.
Żoną Aleksandra Gleichgewichta jest piosenkarka i aktorka Bente Kahan.

## Odznaczenia
- Krzyż Oficerski Orderu Odrodzenia Polski – 2006[1]
- Złota Odznaka Honorowa Wrocławia – 2022[2]
- Złota Odznaka Honorowa Zasłużony dla Województwa Dolnośląskiego – 2024[3]